# Oretopsis vohilava
Oretopsis vohilava är en fjärilsart som beskrevs av Pierre E.L. Viette 1954. Oretopsis vohilava ingår i släktet Oretopsis och familjen sikelvingar. Inga underarter finns listade i Catalogue of Life.